# Залаегерсег
Залаегерсег (на унгарски: Zalaegerszeg) е град в Западна Унгария, административен център на област Зала. Залаегерсег е с население от 57 780 жители (по приблизителна оценка за януари 2018 г.) и площ от 99,98 км². Пощенският код му е 8900, а телефонният 92.

## Побратимени градове
- Вараждин, Хърватия
- Варкаус, Финландия
- Гориция (град), Италия
- Добрич, България
- Домодедово, Русия
- Зеница (град), Босна и Херцеговина
- Клагенфурт, Австрия
- Кросно, Полша
- Кузел, Германия
- Лендава (град, Словения
- Марл, Германия
- Сургут, Русия
- Търгу Муреш, Румъния
- Херсон, Украйна